# Mario Silvestri

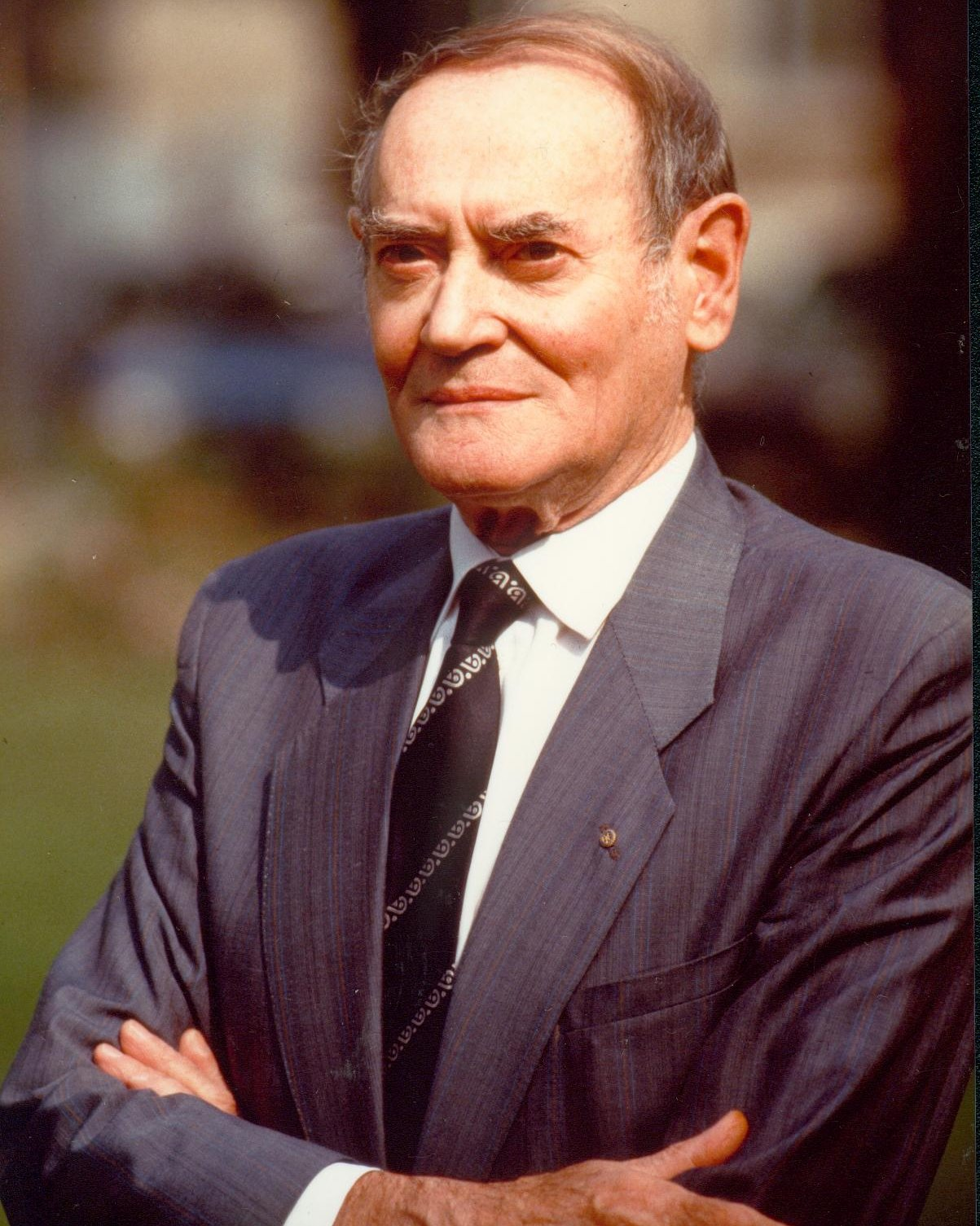
Mario Silvestri

Mario Silvestri (Verona, 10 giugno 1919 – Milano, 13 settembre 1994) è stato un ingegnere elettrotecnico e ricercatore italiano, fra i pionieri nel campo dell'energia nucleare italiana.

## Biografia
Dopo aver conseguito la maturità classica all'età di 17 anni, si laurea nel 1941, non ancora ventiduenne e con medaglia d'oro in ingegneria industriale elettrotecnica presso il Politecnico di Milano. La settimana successiva viene chiamato a Roma presso l'8º reggimento Genio. Su 700 aspiranti allievi ufficiali risulta quinto e diventa sottotenente. Nel 1943, mentre si trova ai confini con la Croazia viene colpito da una grave affezione agli occhi e rimandato a casa a Milano con lunghissima licenza in tempo per assistere ai bombardamenti dell'agosto che colpiscono Milano.
Il suo primo impiego è all'AEM di Milano, dove ha il compito di censire gli enormi danni subiti dall'azienda nel corso dei bombardamenti. La guerra sta volgendo al termine ed egli entra a far parte delle formazioni clandestine, che dovevano proteggere gli impianti industriali milanesi dalla furia dei tedeschi in ritirata. Per i suoi meriti gli viene conferita la tessera di “Patriota” timbrata e firmata dal Comitato di Liberazione Alta Italia.
Nel 1945 entra nella Giunta Tecnica della Edison dove comincia a occuparsi di utilizzazione industriale a scopo pacifico dell'energia nucleare per la produzione di energia elettrica. Questi studi lo portano a diventare uno dei pionieri del campo nucleare in Italia. I risultati delle sue ricerche convincono alcune grandi aziende (Adriatica di Elettricità, Falck, Fiat, Montecatini e Pirelli) a costituire il consorzio che fonderà il CISE (Centro Informazioni Studi ed Esperienze), società dedicata alla ricerca nel campo dell'energia nucleare, all'interno della quale Mario Silvestri assume la direzione del laboratorio di Ingegneria Nucleare.
Sia nel CISE, sia nella parallela attività di docente universitario, Silvestri ha dato contributi fondamentali al progetto della centrale elettronucleare di Trino Vercellese della società Edison (poi dell'Enel).
Nel 1958 è a capo del progetto CIRENE (CIse REattore a NEbbia), un reattore nucleare a fissione di uranio di concezione assolutamente nuova, moderato ad acqua pesante e refrigerato ad acqua normale e vapore acqueo, che divenne asse portante del programma di ricerca italiano. Il prototipo pronto nel 1985 verrà bloccato dalle pubbliche reazioni alla catastrofe seguita all'incidente di Chernobyl.
La sua carriera universitaria, iniziata nel 1961, si è svolta al Politecnico di Milano: proprio a Silvestri si deve l'introduzione dei primi corsi universitari d'Ingegneria nucleare nell'ateneo milanese. Professore di Impianti Nucleari e, dal 1979, di Energetica, ne ha diretto prima l'istituto di Fisica Tecnica e successivamente quello di Energetica, fino al 1989.
Tra le altre attività e incarichi si ricordano il potenziamento del Centro di Studi Nucleari Enrico Fermi (CESNEF ) del Politecnico di Milano e la presidenza dal 1972 al 1982 del Comitato Tecnologico del CNR. In questa sede ha varato e diretto a lungo il Progetto Finalizzato Energetica, e partecipato al progetto Alessandro Volta per le celle fotovoltaiche.
Collaboratore di numerose pubblicazioni a carattere scientifico e storico, nonché giornalista pubblicista, ha ricevuto nel 1982 il Premio Glaxo per la divulgazione scientifica, nel 1986 la Medaglia d'oro del Comune di Milano e nel 1987 il prestigioso premio ITALGAS. La sua esperienza di scienziato che a lungo si è trovato a interagire con il mondo politico è riportata in due libri-documento (“Il costo della menzogna” e “Il futuro dell'energia”), attraverso i quali prende parte all'acceso dibattito sorto negli anni Settanta sulle problematiche connesse all'industria dell'energia elettrica italiana. Ne "il costo della menzogna", in particolare, critica aspramente, riportando fatti e dati, la politica nucleare italiana, evidenziando come questa abbia realizzato sperperi di denaro colossali a causa di scelte fallimentari e dirigenti impreparati. Tra questi spicca la figura di Felice Ippolito, costretto alle dimissioni dalla direzione del CNEN perché travolto da vicende giudiziarie.
Parallelamente all'intensa attività tecnico-scientifica, Silvestri si è dedicato, con passione e competenza, allo studio della storia antica e recente, giungendo a pubblicare diverse opere di grande qualità e di notevole efficacia divulgativa: fra queste si ricordano Isonzo 1917, vincitore del Premio Prato nel 1965 consegnatogli da Salvatore Quasimodo, La decadenza dell'Europa occidentale, opera che mette in luce la gravità della perdita del primato tecnologico, prima che ideologico, dell'Europa, e da ultimo La vittoria disperata, un'accurata e avvincente analisi della seconda guerra punica.
Di questi suoi lavori, critica e pubblico apprezzano soprattutto il rovesciamento delle vecchie prospettive, la novità del linguaggio e l'uso di criteri di giudizio lontani dalla storiografia accademica convenzionale.
Muore a Milano il 13 settembre 1994.
Nel settembre 1995 il Politecnico di Milano, all'epoca diretto dal rettore Adriano De Maio, lo commemora dedicandogli un libro dal titolo: "Ricordo di Mario Silvestri, scienziato e umanista". Nel libro, oltre all'elenco dei 342 lavori scritti da Silvestri e riordinati da Carla Gola, sono pubblicate anche alcune pagine scritte dallo stesso Silvestri e mai pubblicate prima. Si tratta di una sintetica autobiografia datata 29 settembre 1986 da cui emerge anche il suo forte sense of humor.

## Onorificenze
- Medaglia d'oro del Presidente della Repubblica Italiana come Benemerito della scuola, della cultura e delle arti (giugno 1978);
- Membro ad honorem e Medaglia d'oro del Collegio degli Ingegneri (ottobre 1986);
- Ambrogino d'oro del Comune di Milano (dicembre 1976);
- Premio Glaxo per la divulgazione scientifica (1982);
- Premio Italgas per l'Energetica 1987 (luglio 1987);
- Premio "Milano produttività" per "le attività intellettuali legate alla prospettiva europea del 1992" (giugno 1990)

Il suo nome è stato iscritto nel 2008 nel Famedio del Cimitero Monumentale di Milano.

## Opere
- Isonzo 1917, Collana Saggi n. 358, Torino, Einaudi, I ed. 1965, pp. 534; Collana Oscar Mondadori, Milano, I ed. 1971 - 1976; introduzione di Raimondo Luraghi, BUR, Milano, 2001; prefazione di Mario Isnenghi, Collana I grandi libri della Prima Guerra Mondiale, BUR, Milano, 2014, ISBN 978-88-17-07131-4.
- Il costo della menzogna. Italia nucleare 1945-1968, Collana Saggi n.429, Torino, Einaudi, 1968,  p. 406, ISBN 978-88-062-2970-2, SBN LO10003608.
- Problemi di politica della scienza, 1973;
- La decadenza dell'Europa Occidentale,
  - La decadenza dell'Europa Occidentale. I. Anni di trionfo 1890-1914, Collana Gli struzzi n. 152, Torino, Einaudi, I ed. 1977;
  - La decadenza dell'Europa Occidentale. II. L'esplosione 1914-1922, Collana Gli struzzi n. 153, Torino, Einaudi, I ed. 1978;
  - La decadenza dell'Europa Occidentale. III. Equilibrio precario 1922-1939, Collana Gli struzzi n. 154, Torino, Einaudi, I ed. 1979;
  - La decadenza dell'Europa Occidentale. IV. La catastrofe 1939-1946, Collana Gli struzzi n. 155, Torino, Einaudi, I ed. 1982;
  - La decadenza dell'Europa Occidentale. 1890-1946. Prefazione di Sergio Romano,  2 volumi, Collana Superbur Saggi, BUR, Milano, 2002, ISBN 978-88-17-11750-0.
- La prima guerra mondiale, Firenze, 1980;
- Cento anni di storia d'Italia - 1. Il primo cinquantennio (1861-1914), Milano, Editoriale Nuova, I ed. 1980;
- Cento anni di storia d'Italia - 2. Da guerra a guerra (1914-1939), Milano, Editoriale Nuova, I ed. 1981;
- Cento anni di storia d'Italia - 3. La caduta e la ripresa (1939-1961), Milano, Editoriale Nuova, I ed. 1983;
- Caporetto. Una battaglia e un enigma, Collezione Le Scie, Milano, Mondadori, I ed. ottobre 1984, pp. 315; Collana Bestsellers, Oscar Mondadori, 1994; prefazione di Sergio Romano, Collana Superbur saggi, BUR, 2003; Collana I grandi libri della Prima Guerra Mondiale, BUR, Milano, 2014, ISBN 978-88-17-07129-1.
- Cronologia della prima guerra mondiale in: Keith Robbins, La prima guerra mondiale, traduzione di Maria Pia Lunati Figurelli, Milano, 1987;
- Il futuro dell'energia, Collana I Temi n. 5, Bollati Boringhieri, Torino, I ed. 1988, ISBN 978-88-33-90451-1, pp. 209;
- Riflessioni sulla Grande Guerra, Collana Quadrante n.50, Laterza, Roma-Bari, 1991, ISBN 978-88-42-03864-1;
- La vittoria disperata. La seconda guerra punica e la nascita dell'Impero di Roma, Leonardo Editore, Milano, I ed. 1991, pp. 534; Collana Saggi, BUR, Milano, 2015, ISBN 978-88-17-07981-5.